# Mone de Campbell
Cercopithecus campbelli · Cercopithèque de Campbell
Espèce
Statut de conservation UICN

 NT  : Quasi menacé
Statut CITES
La Mone de Campbell ou Cercopithèque de Campbell (Cercopithecus campbelli) est une espèce forestière arboricole de cercopithèques (genre Cercopithecus) de la famille des cercopithécidés.

## Dénominations
Elle est également appelée singe des palétuviers, même si ce terme désigne surtout le talapoin (Miopithecus talapoin).

## Description[1],[2]
C’est un petit singe d’environ 40 à 60 cm de corps pour 50 à 75 cm de queue, pour un poids de 3 à 6 kg. Il possède de grands favoris clairs, circulaires, séparés du diadème blanc des sourcils par une très étroite bande qui passe sur les tempes. C’est essentiellement un frugivore, mais il consomme aussi des fleurs et des insectes. Il vit en petits groupes menés par un seul mâle sur un domaine vital restreint. Cette espèce est connue pour ses cris et appels vocaux qui ressemblent étrangement à un langage composé (voir plus loin) !

## Répartition
Cette espèce est présente en Gambie, au Sénégal, en Guinée, en Guinée-Bissau, au Sierra Leone et en Côte d'Ivoire. Il apprécie les biotopes forestiers et la végétation secondaire en bordure des jardins et champs. Il aime aussi les forêts ripicoles (en bordure d’un cours d’eau).

## Langage
En décembre 2009, une étude menée par des éthologues au Parc national de Taï en Côte d'Ivoire révèle que les mâles de Mone de Campbell émettent six types de cris d'alarme différents qu'ils combinent afin de former de longues séquences vocales de 25 cris successifs en moyenne. Ces séquences leur permettent de communiquer vocalement des informations à propos de leur vie sociale et de divers dangers. En particulier le respect d'un délai pour les réponses fait penser à un mode de conversation humaine. C'est alors la forme la plus complexe de proto-syntaxe découverte chez une espèce non humaine,.

### Bases de référence
- (en) Mammal Species of the World (3e  éd., 2005) :  Cercopithecus campbelli
- (fr) CITES : taxon  Cercopithecus campbelli (sur le site du ministère français de l'Écologie) (consulté le 26 mai 2015)
- (fr + en) ITIS : Cercopithecus campbelli  Waterhouse, 1838
- (en) Animal Diversity Web : Cercopithecus campbelli
- (en) UICN : espèce Cercopithecus campbelli Waterhouse, 1838 (consulté le 8 août 2016)
- (en) CITES : Cercopithecus campbelli Waterhouse, 1838  (+ répartition sur Species+) (consulté le 26 mai 2015)

### Autres liens externes
- Photos d'un spécimen
- Cercopithèque de Campbell, Mone de Campbell sur le site Planet' mammifères